# 西哥奈拉基地
，或譯錫戈内拉基地，是一座位於義大利西西里島的北約軍用機場及大型後勤基地，由美國海軍和義大利空軍共用，美方稱作西哥奈拉海軍航空基地（英語：Naval Air Station Sigonella）、義方稱作西哥奈拉空軍基地（義大利語：Base aerea di Sigonella）。使用單位包含美軍的40多個司令部和單位，以及義大利空軍第41反潛聯隊。該基地位於西西里第二大城——卡塔尼亞西南方約16公里、埃特納火山以南約40公里處，因為其接近地中海中心的優良戰略位置，而有「地中海樞紐」（The Hub of the Med）的美稱，在支援美海軍第六艦隊、美國及盟國部隊在該區的行動上十分方便。同時也是美國本土與西亞、印度洋之間，美國軍機起降最頻繁的中繼站之一。
使用該基起降地的飛行器種類包括了美國空軍的C-130、C-17及C-5運輸機、KC-135及KC-10空中加油機，還有美國海軍的P-3獵戶座海上巡邏機、C-2灰狗式運輸機、C-130運輸機、道格拉斯DC-9、波音C-40A飛剪機及義大利海空兩軍的布雷蓋1150大西洋反潛巡邏機等。
目前美國駐西哥奈拉海軍航空基地的人員共有4,000人，包含了官兵、文職人員和軍眷。該基地同時也是美國海軍第二大的安全司令部，僅次於巴林的巴林海軍支援設施，基地安全人員主要由底特律海軍戰備支援中心（NOSC Detroit，密西根州）所下轄的一個海軍後備司令部提供。而在駐基地的40個美軍單位中，較大的單位包括了一個P-3C巡邏機中隊、一個海軍電腦與通信區主控站（Naval Computer and Telecommunications Station），以及海軍醫院。該醫院建於1992年，在此之前，西哥奈拉基地僅有一間診所，而最近的海軍醫院遠在那不勒斯。
西哥奈拉海軍航空基地大致分為2區：I區（NAS I）及II區（NAS II）。I區是原本的美軍基地，但現在僅作為一個支援設施，並附設了海軍販賣部、學校和一部份的軍眷住宅區（主要供美國海軍第67特遣艦隊准將、海軍航空基地司令官、副司令官居住），及大部份的休閒、娛樂設施。而II區則是跑道和司令部的所在地，目前專門做為後勤基地使用。

## 歷史
西哥奈拉最初是一個美國海軍二級航空站（United States Naval Air Facility, Sigonella），建立於1959年6月15日，首任基地司令官為海軍上校弗雷澤（Walter J. Frazier）。建立該航空站的計畫則在1950年代早期萌生，當時尚計劃在馬爾他的哈爾法（Ħal Far）建立美海軍P-2海王星巡邏機的飛行場。但在馬爾他的基地已無空間擴建之後，美義兩國在1957年6月25日簽訂臨時協議，由義方在西西里島提供可用的土地、美方租借，美軍在6日後利用坦克登陸艦將馬爾他的設備逐次運到西西里。同年9月時基地正式動工，而航空站的人員辦公區設施工程則在1958年展開，該位置在二戰期間是納粹德國空軍停放受損軍機的停機坪。第一批美方人員在1959年3月準備派駐西哥奈拉基地，但由於基地內首批建築物還要6個月才能完工，因此改以卡塔尼亞的一座倉庫作為6個月的臨時辦公室。
至1959年8月底時，西哥奈拉海軍航空站II區的飛行場已經可以在目視飛行規則許可的情形下，於白天提供飛機使用，在8月31日以前，已有24架軍機在該地起降。
西哥奈拉首批落成的建築物中，包含了目前的美軍廣播電台（AFN）大樓，該大樓在1958年以前為海軍疾病媒介控制中心（Vector Control Center），接著由美國陸軍工兵團進駐，之後又與其他單位共用。1966年左右，AFN接收了這棟建築物作為廣播站。
1959年9月中旬，西哥奈拉海軍航空站發生水災，連接I區和II區的迪泰諾河橋（Dittaino）在9月20日已浸入水面以下，兩營區之間的往來必須繞道卡塔尼亞市區，水災之後亦造成了停電。
1981年，西哥奈拉從海軍二級航空站改制為海軍航空基地。

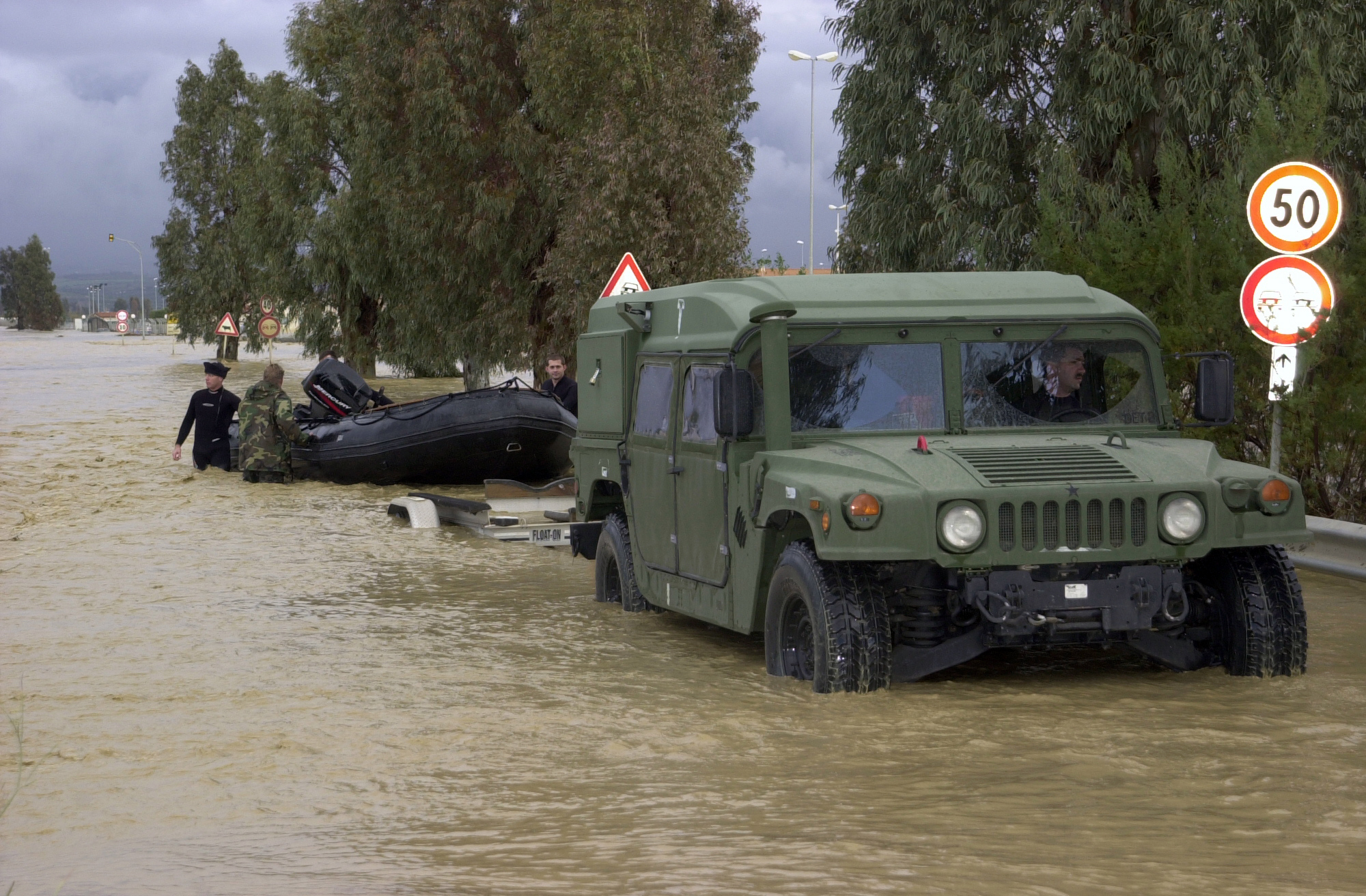
西哥奈拉海軍航空基地在2005年冬季遭遇水災

1985年10月10日，犯下了阿基莱·劳伦号劫船事件、並殺害船上一位美國公民的巴勒斯坦解放組織成員搭乘埃及商務班機飛往突尼西亞，美國海軍F-14雄貓式戰鬥機攔截了這架班機，指示其降落在西哥奈拉海軍航空基地，計劃由美方在基地內將之逮捕。義大利總理貝蒂諾·克拉克西卻表示此事管轄權屬於義方，義大利當局亦禁止美軍海豹部隊上機逮人。美義兩國政府、美國海軍與義大利憲兵、空軍之間的僵局持續一晚之後，美國總統隆納·雷根命令美軍讓步，犯人最後被義大利警察逮捕。
1985年後期，美國第133海軍機動建設營在I區的美軍宿舍區修建人行道時，挖出了德軍在二戰期間儲備的一些高射炮彈藥，位置接近1943年西西里島戰役中英美聯軍入侵的地點。
2004年4月1日，美國國防後勤局啟用了II區的義大利西哥奈拉國防倉庫（Defense Depot Sigonella Italy），作為地中海地區的後勤設施，國防後勤局也提供II區儲備的燃料和國防財產給其他單位使用。
2005年12月中旬，西哥奈拉基地遭受第二次水災，400名軍人和眷屬被迫撤離，之後於2006年新建了護堤防止洪水。
2011年多国武装干涉利比亚時，西哥奈拉基地由於作為歐洲最靠近北非的軍用機場，因此在美軍的奧德賽黎明行動中扮演了重要的角色。執行禁航令的北約各國軍機（如丹麥皇家空軍）也從西哥奈拉基地起飛

## 設施

### 機場

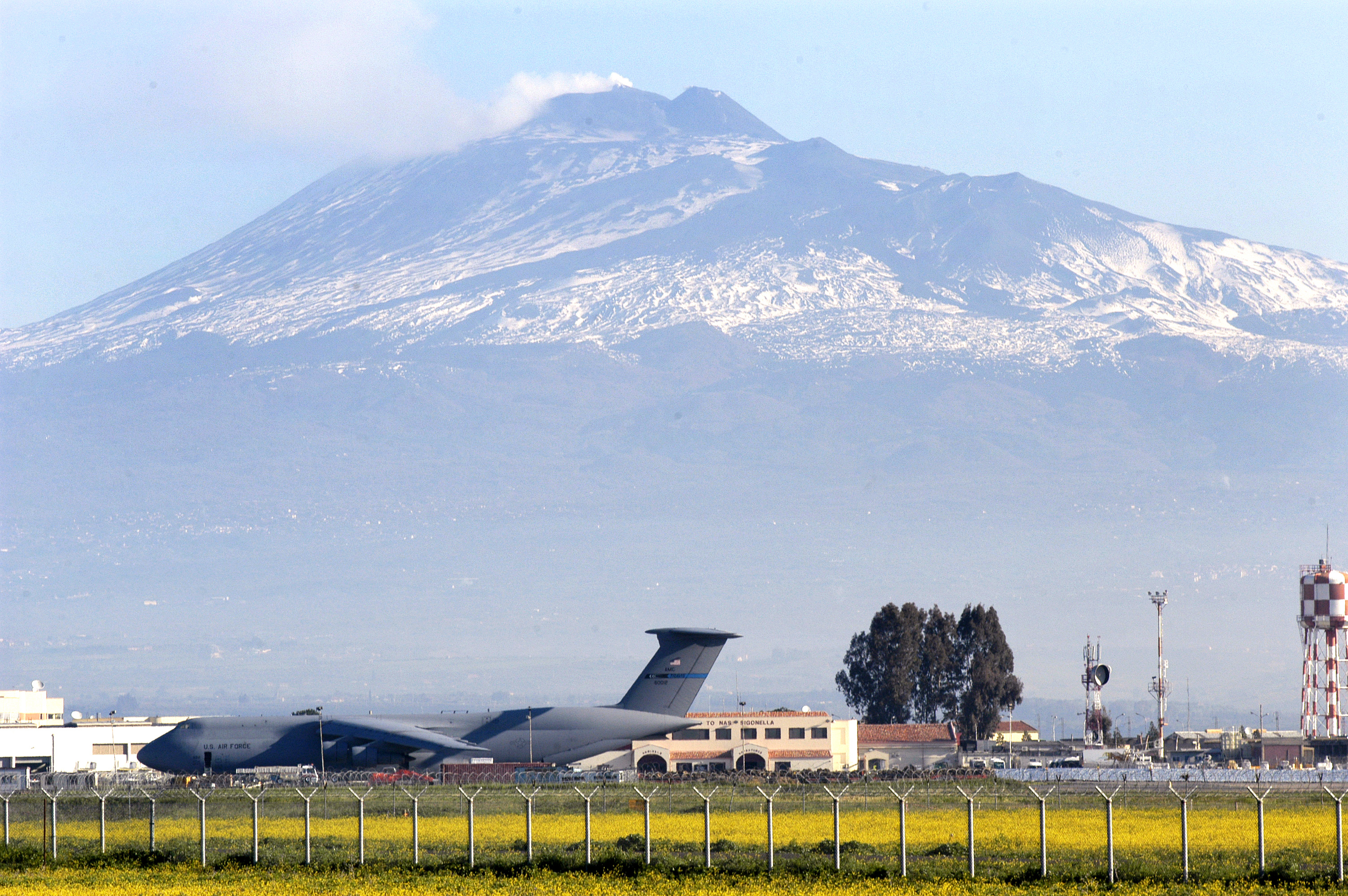
西哥奈拉海軍航空基地與後面的埃特納火山

西哥奈拉基地所在的海拔為海平面以上79英尺（24公尺），擁有兩條瀝青鋪設的跑道：10R/28L跑道長約2,462乘45（8,077乘148英尺）、10L/28R跑道長約2,442乘28（8,012乘92英尺）。

### 軍眷住宅
西哥奈拉基地大部分的常駐美軍人員及眷屬的居住地位於馬里奈宿舍群（Marinai Housing Complex），距離基地II區車程約2分鐘、距離I區車程則為10至15分鐘。2005年冬的洪水使該住宅區許多住戶必需暫時遷出。該住宅區內還有第53童軍團及第53幼童軍團。過去尚有一座米涅奥住宅區（Mineo Housing Base），但用地已經歸還給義大利民間，不再有軍眷住宿。除了常駐人員住宅區外，從美國本土輪調至海外、並且未攜眷的單身新兵或軍士官，則被分配至II區的宿舍。
1987年至2002年間，有一項名為科斯坦佐村（Villaggio Costanzo）的美軍住房發展計劃，於阿奇圣安东尼奥一帶的Santa Maria La Stella進行。該地距離基地I區約60分鐘車程。距離西哥奈拉最近的市鎮則是基地以北的莫塔-圣阿纳斯塔西娅，許多美軍家庭在當地租屋。大體上而言，西西里當地住民與美國駐軍人員之間共處平和，且基地內部的民間僱員有不少義大利民眾。但基地外圍偶爾會成為反美、或反伊拉克戰爭人士進行示威的場所。

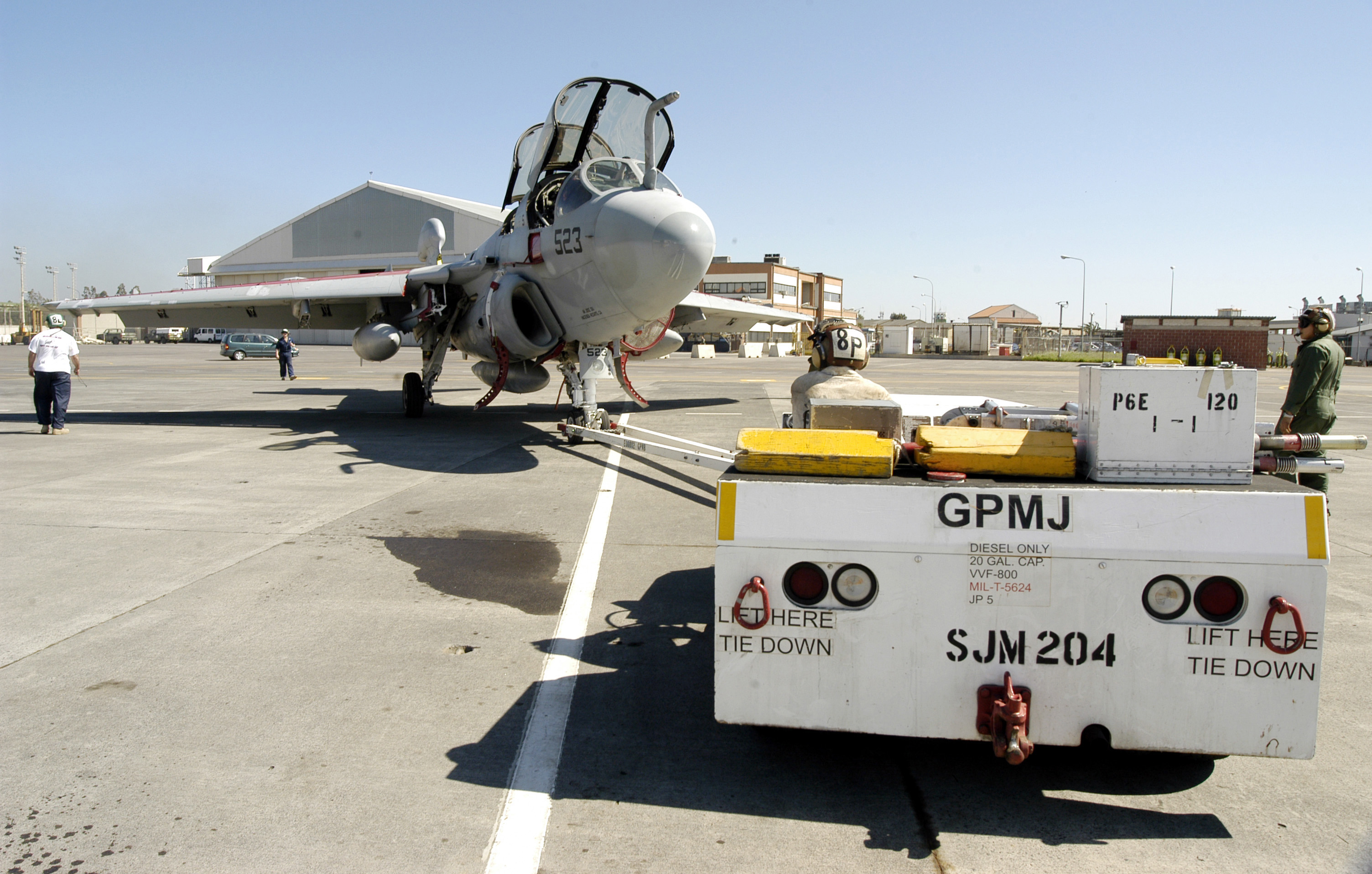
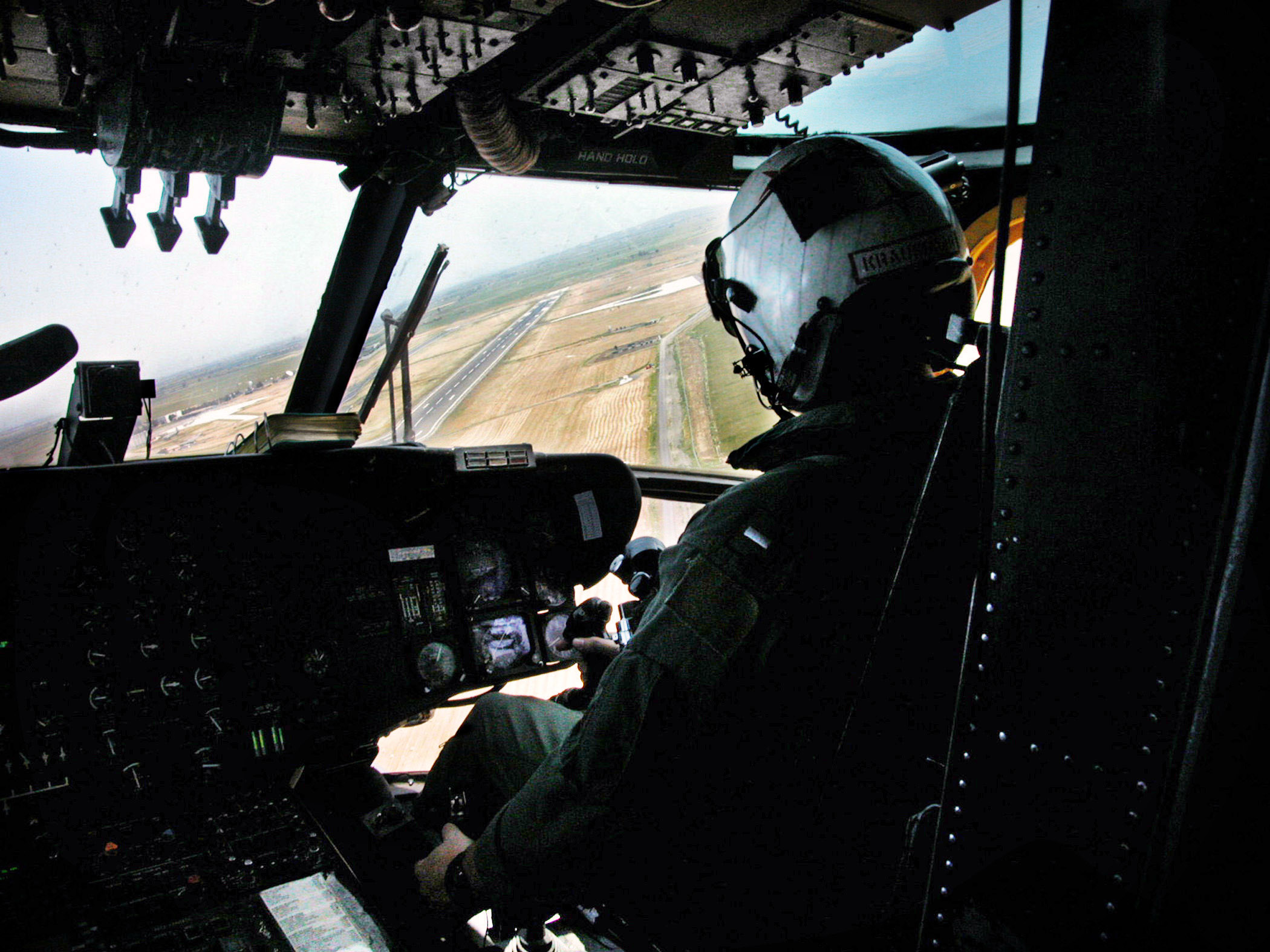
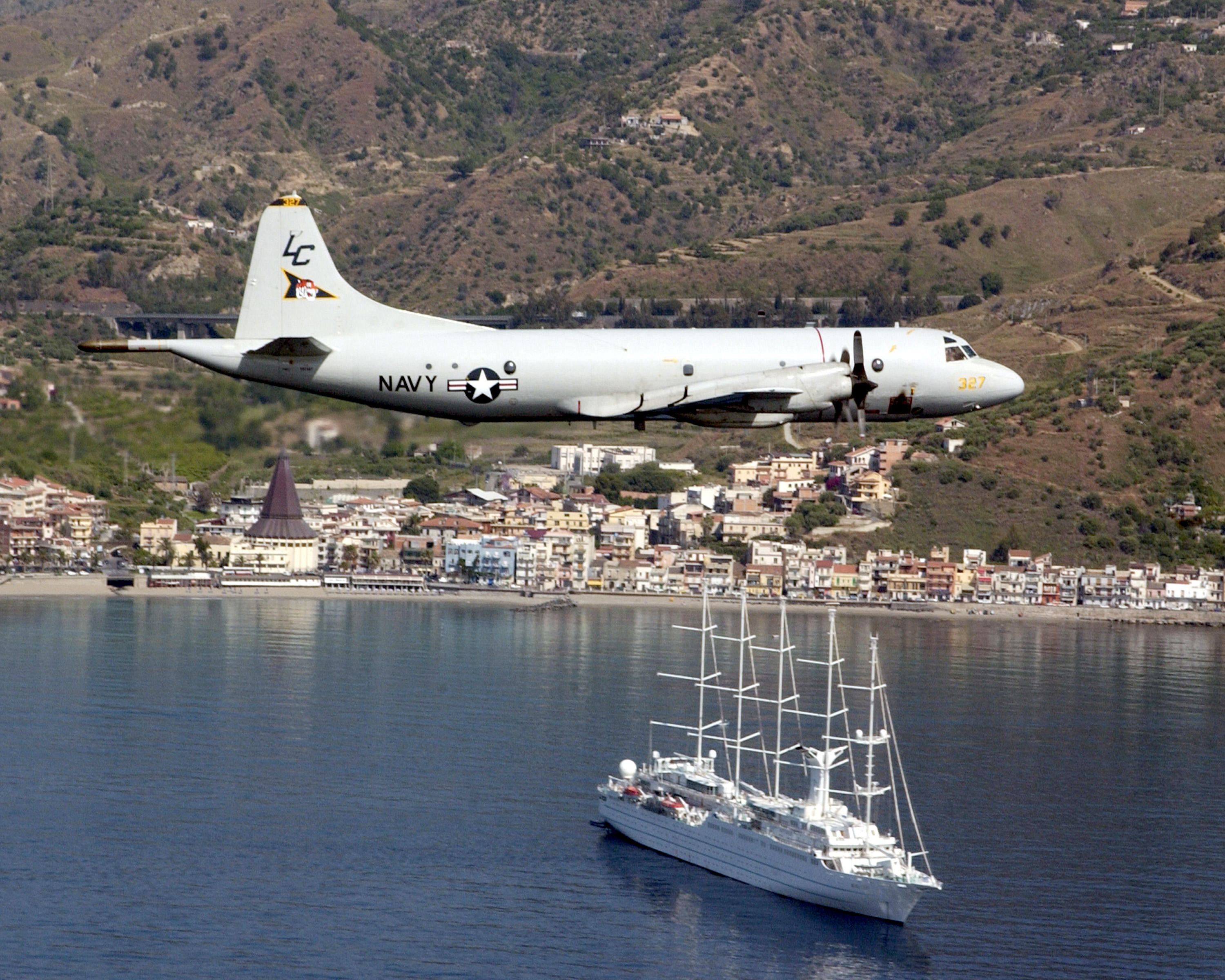
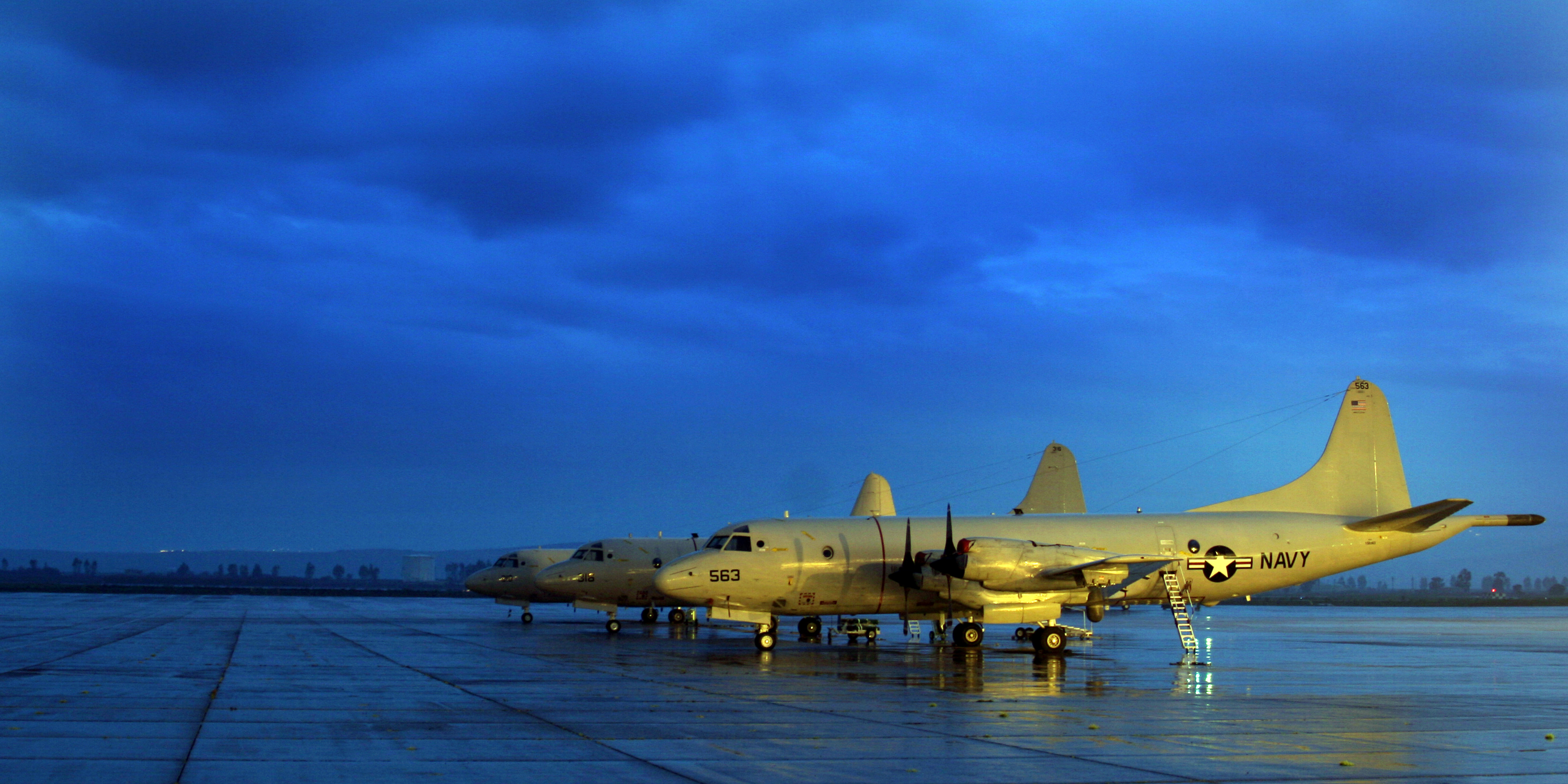
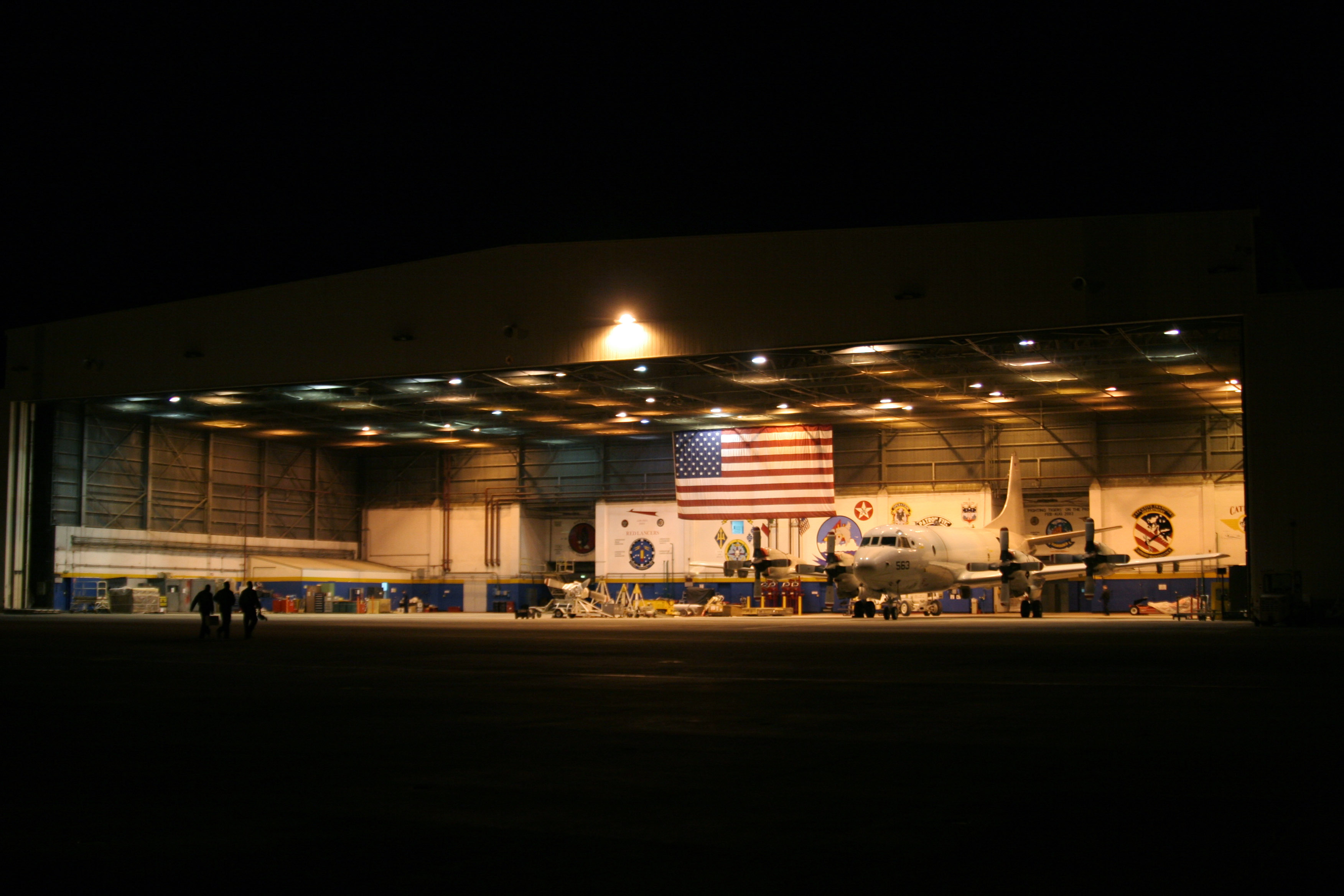
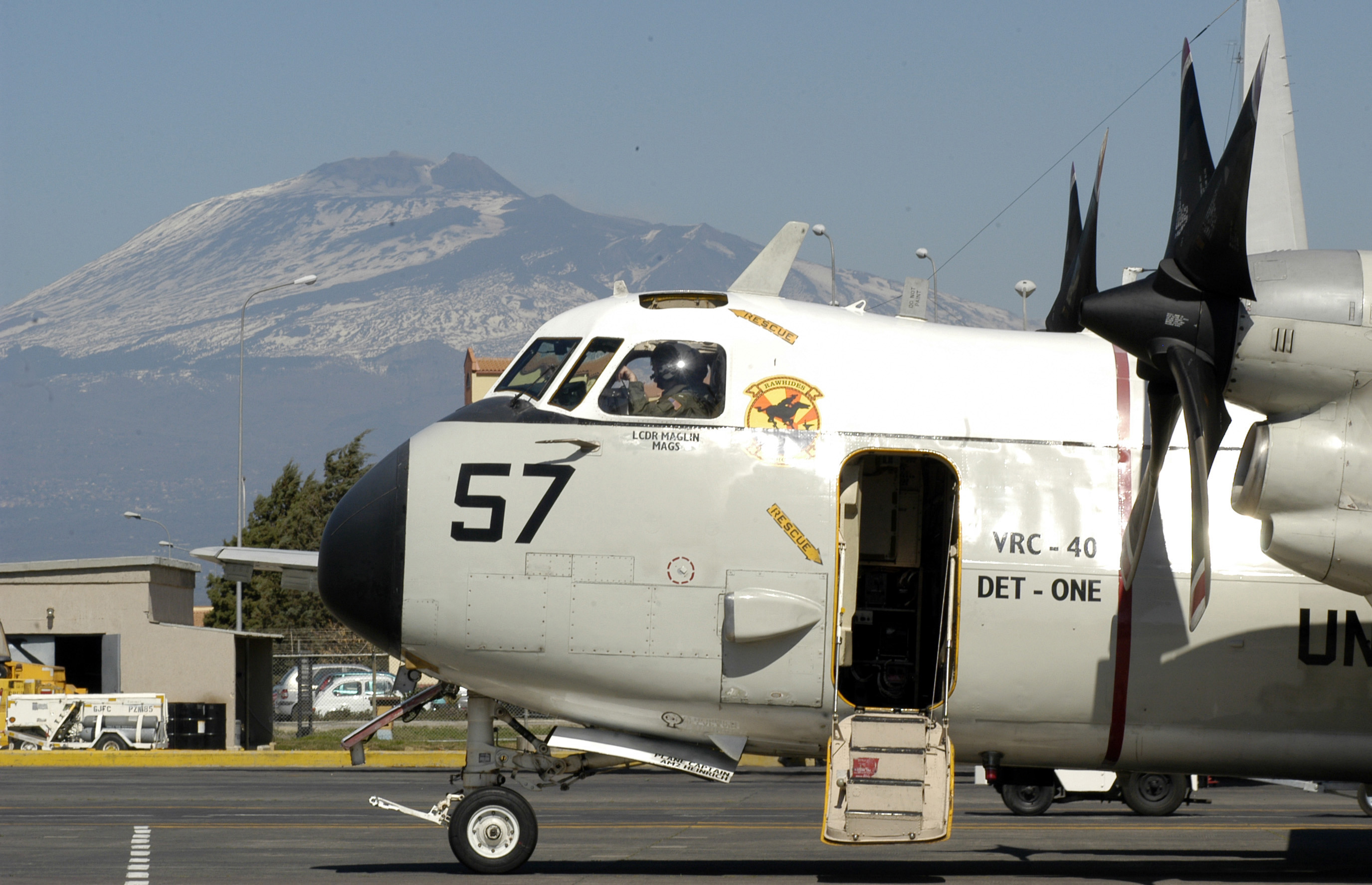
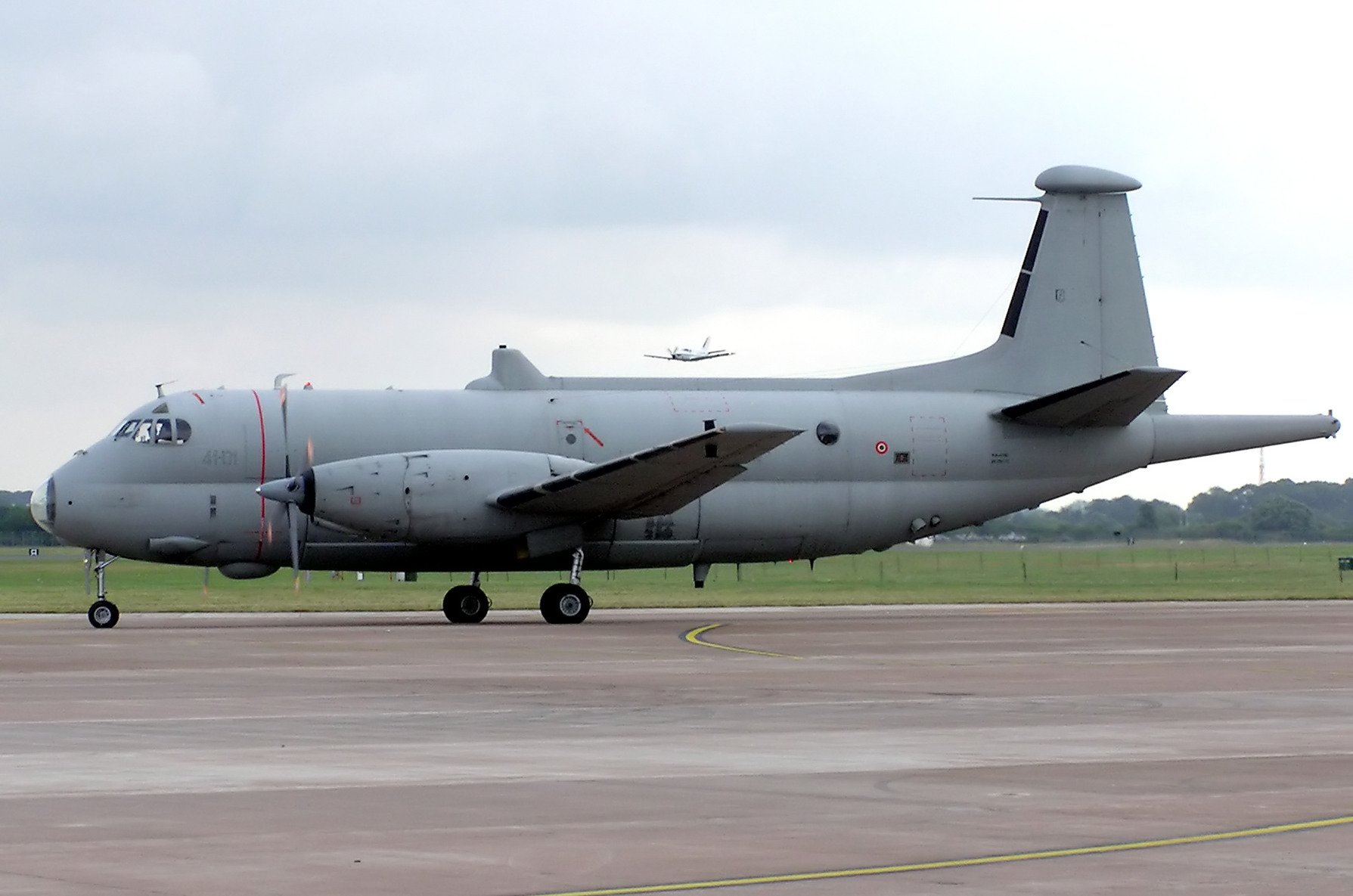

## 註解及參考文獻
1. 1 2  Airport information for LICZ from DAFIF (effective October 2006)
2. ↑  在大圆制图人（Great Circle Mapper）上的NSY机场信息 （来源：DAFIF 2006年10月生效）.
3. 1 2  .   [2013-03-07]. （原始内容存档于2014-03-07）.
4. ↑  .   [2013-03-07]. （原始内容存档于2020-04-11）.
5. ↑  Stars and Stripes Europe, 25 October 1985
6. ↑  .   [2013-03-07]. （原始内容存档于2011-03-23）.

## 外部連結
- NAS Sigonella （页面存档备份，存于）, official site
- NAS Sigonella （页面存档备份，存于）, GlobalSecurity.org
- Sigonella Community Support Group[]
- NOAA/NWS上LICZ机场的即時天氣